# Armengol X d'Urgell
 (avril 2025).
Armengol X d'Urgell, né en 1254 et mort en 1314 à Camporrélls, est un noble catalan du royaume d'Aragon qui fut comte d'Urgell de 1257 à 1314.

## Biographie
Membre de la maison de Cabrera, il est le fils ainé du comte Alvaro d'Urgell et de sa seconde épouse Cécile de Foix. Il hérite du comté d'Urgell à l'âge de quatorze ans. Il investit peu après son frère cadet Alvaro II de la vicomté d'Àger. Urgell était passé aux mains des Cabrera par héritage en 1231, tandis qu'Àger faisait partie des biens de la famille depuis 1094.
En 1278 il seconde son cousin Roger-Bernard III de Foix qui lutte pour le contrôle de la vallée d'Andorre et la vicomté de Castelbon, d'abord contre Pere d'Urtx, évêque d'Urgell, puis contre le roi Pierre III d'Aragon lui-même. Le comte de Foix et ses alliés sont vaincus à Balaguer en 1280. Roger-Bernard III est emprisonné, tandis qu'Armengol X obtient le pardon et se convertit en partisan loyal du roi.
Il accompagne le roi en 1282 dans la conquête de la Sicile et en 1285 contre la l'invasion française. En 1287, sous le règne d'Alphonse III d'Aragon il combat dans les îles Baléares contre les Maures.
En 1299, à la mort sans postérité de son frère Alvaro II, il réunit de nouveau la vicomté d'Àger au comté d'Urgell.
Sans enfants de ses deux mariages, il organise sa succession avec le roi Jacques II d'Aragon, sa petite-nièce et héritière Thérèse d'Entença devant épouser le prince Alphonse, fils cadet du roi.
Armengol X meurt en juillet 1314 et le mariage entre Thérèse et Alphonse a lieu comme prévu dès le 10 novembre suivant. Toutefois en 1319 le fils ainé du roi Jacques renonce à ses droits à la couronne pour entrer en religion, ce qui fait du mari de Thérèse le nouveau successeur à la couronne. En 1327 le comte d'Urgell devient donc le roi Alphonse IV d'Aragon et l'héritage d'Armengol X se retrouve réuni au domaine royal.

## Mariages
Armengol X se marie à deux reprises.
Il épouse d'abord Sibylle de Moncada, de la noblesse catalane, qui meurt sans enfants.
Il se remarie en 1300 avec Faydide de l'Isle, fille de Jourdain V, seigneur de l'Isle-Jourdain, dont il n'aura pas non plus de descendance.